# Live A Live
Live A Live es un videojuego de rol hecho por Squaresoft para Super Nintendo, lanzado en Japón el 4 de septiembre de 1994. En febrero de 2022 se anunció un remake en HD para Nintendo Switch, cuyo lanzamiento está previsto para el 22 de julio del mismo año. La versión para PC, PlayStation 4 y 5 se lanzaron al año siguiente.
Live A Live usa sprites basados en cuadros, con unos gráficos comparables a Final Fantasy V. Sin embargo, en el motor gráfico de batalla, usa sprites más grandes y detallados que además cuentan con variadas animaciones. Además, fuera de Super NES, aprovechando el motor Unreal Engine, fue convertido en un juego HD-2D, al igual que Octopath Traveler, dejando solo los sprites de Super NES, mientras que los escenarios en todo el juego son poligonales.

## Jugabilidad
El estilo de juego es parecido al de un RPG táctico por turnos, en el que el jugador guía a los personajes en un tablero de batalla de 7x7 cuadros, atacando enemigos mientras se intenta mantenerse alejado de su rango. El uso de habilidades tienen que cargarse para ser efectuadas. En lugar de los típicos comandos Atacar, Magia o Ataque Especial, cada personaje tiene una variedad de habilidades especiales que tienen diferentes efectos, rangos, y tiempos de carga.
Si bien, el juego en sí usa ATB, no pueden ver las barras de carga y recuperación, siendo agregadas después junto con la barra de vida en la versión HD-2D. Por cada acción, las barras ATB van cargando. El usuario tendrá la oportunidad de mover, atacar, esperar, usar objetos o pasar a otro personaje si su barra ATB está llena. Los objetos y habilidades de recuperación, por motivos de seguridad, pueden revivir personajes eliminados. Algunos ataques y objetos también pueden inundar, incendiar, envenenar y electrificar cuadros. Ciertos personajes, enemigos y piezas de equipo pueden absorber cuadros envenenados, incendiados, inundados o electrificados.
Si bien los personajes y enemigos tienen debilidades, resistencias, bloqueos de daños y absorción de ciertos elementos, no impide que sea afectado por los daños de cuadros. Los elementos suelen ser golpe, patada, estocada, corte, martillazo, agarre, proyectil (todos físicos), fuego, agua, viento, tierra, espíritu, luz, oscuridad y sin elemento (todos mágicos o especiales). Los cambios de estado son piedra (letal para personajes y enemigos), somnífero (se despierta al recibir daños), parálisis, veneno (recibe daños por cada acción que no sea mover, esperar o pasar), intoxicación (desorienta al afectado), atracción (impide atacar al que efectuó), trampa (impide mover y usar ataques con los pies), contención (impide usar ataques con las manos) y paro (detiene el tiempo al afectado). Además de los elementos y cambios de estado, ciertos ataques pueden alterar parámetros. Si un personaje o enemigo que está cargando un ataque muere, le haga cambiar de posición o sufra un cambio de estado que impida cualquier acción, se romperá la barra de carga y la barra ATB solo carga el tiempo de recuperación.
Por razones de seguridad, los puntos de vida, los cambios de estados y las alteraciones de parámetros son restablecidos y recibirán experiencia, objetos y mejoras robóticas al terminar la batalla, pero si un cuadro o enemigo causa daño al personaje eliminado, será desterrado de la batalla sin posibilidad de recuperación y sin obtener experiencia. Petrificar a un enemigo hará que lo destierre, pero si todos los personajes mueren o son petrificados, la batalla terminará en derrota.
Algunos enemigos llevan una bandera, indicando si son líderes. Si ellos son eliminados o petrificados, los demás enemigos serán desterrados.

## Capítulos
En Live A Live tienen lugar en un número de capítulos temáticos, con períodos de tiempo que van desde la prehistoria hasta el futuro próximo, y en temas tan variopintos como ciencia ficción, el lejano oeste, o el Japón feudal. Cada capítulo tiene su propia temática, estilo artístico y mecánica de juego distintiva. Todos los personajes suben de nivel (los robots no), mientras que los robots solo se mejoran sus estados mediante mejoras robóticas, un objeto exclusivo para ellos.
- La prehistoria: El cavernícola Pogo y su amigo Gori son exiliados por su tribu al rescatar y ocultar a Bel, mujer predispuesta a ser sacrificada por una tribu rival para invocar a un dios dinosaurio, Odo. Este escenario carece de comunicación verbal, y sus protagonistas dependen de su olfato e instinto para sobrevivir a cualquier peligro.
- China Imperial: Un anciano maestro de Kung-fu va en búsqueda de un pupilo para heredar su estilo, y termina encontrando a tres jóvenes dispuestos a entrenar y ser sus dignos sucesores. El maestro cuenta con varios movimientos especiales que puede enseñar a sus aprendices a través de sesiones de entrenamiento. El usuario decide a cual discípulo entrenar, subir de nivel y enseñar una nueva habilidad y los entrenamientos son de 4 asaltos por escenario, siendo la cima de la montaña, el bosque y la casa del maestro. Solo uno de sus discípulos sobrevive a un nuevo ataque de un bando rival organizado por Ou Di Wan Lee. El maestro no puede subir de nivel, debido a su edad.
- Finales del periodo Edo: En un castillo, se encuentra Ode Iou, un emperador que intenta conquistar Japón mediante artes oscuras. Mientras tanto, en otra región de Japón, Hayate informa al emperador de esa región sobre el castillo rival que han perdido demasiados shinobis. Ante esta situación, envía a Oboromaru, el último de los shinobis, en una misión, con el objetivo de rescatar a un individuo políticamente importante y eliminar a Ode Iou. El método de eliminar a 100 personas en el castillo o escapar del peligro lo decide el usuario, así como conocer la clave para acceder a otras partes, que cambia por cada campanada. Si acierta la clave, evitará la muerte innecesaria de los guardias de las puertas, pero si se equivoca, es posible enfrentarlos con opción de retirada. Oboromaru porta un mapa del castillo para saber su ubicación actual, su misión de rescate y su objetivo (Ode Iou), y una capa de invisibilidad que permite escapar de cualquier peligro. El conteo de muertes aparecerá si Oboromaru elimina enemigos humanos y al terminar el capítulo. Si Oboromaru muere o abandona el castillo antes de tiempo, Hayate informa al emperador que fracasó la misión.
- Viejo Oeste: Un forajido cuya cabeza es buscada por un alto precio, a quien la gente llama el Niño del Anochecer, se enfrenta a su rival Perro Loco luego de llegar al pueblo aislado. Ambos deben olvidar sus diferencias para socorrer a los residentes, ayudándolos a tender una elaborada trampa contra una banda invasora de criminales controlados por O. Dio. La preparación de las trampas parte a las 00:00, por cada campanada avanza una hora y la batalla final empieza a las 08:00 (o sea, la octava campanada). La batalla entre el Niño y Perro Loco lo decide el usuario tras la batalla final. El niño no puede subir de nivel en este periodo de tiempo.
- El presente: Masaru Takahara se inscribe en un campeonato mundial de lucha con un solo objetivo: obtener el título de "El más fuerte del mundo". Por medio de combates uno a uno, Masaru es capaz de aprender las técnicas de sus seis rivales y utilizarlas para llegar a la cima. A diferencia de otras eras de tiempo, en esta, se selecciona el rival y directo a la batalla. Cada rival tiene dos técnicas para aprender. Con seis rivales derrotados, fuerza al jugador a guardar partida, ya que Odie O'Bright desafía a Masaru a una batalla a muerte. Masaru no puede subir de nivel en su periodo de tiempo.
- Futuro cercano: Akira, un adolescente huérfano con poderes psicoquinéticos, es amenazado por una organización de antisociales, los Cruzados, que mataron a su padre. Akira y su hermana viven en el orfanato tras la muerte de su padre. Debido a que la tortuga mascota estaba muriendo, Akira recurre al doctor que se encuentra en la tienda de antigüedades para convertirlo en líquido e introducirlo en una tortuga robot, que solo se puede mejorarlo mediante mejoras robóticas. Con sus habilidades especiales, incluyendo la capacidad de leer la mente de las personas, Akira deberá enfrentarse a un implacable enemigo con la ayuda del robot gigante, el Titán de Acero. A diferencia de otras eras de tiempo, en esta, sería la única en tener un mapamundi con todas las direcciones de la ciudad. La estatua, Oddio, ubicada en el templo del mismo nombre, no era una estatua cualquiera: era una estatua viviente capaz de absorber almas humanas. Destruyendo la estatua, terminará la conspiración. El tema de esta época es: "GO!GO!ブリキ大王!!" (Go! Go! Buriki Daioh!?   ¡Vamos! ¡Vamos! ¡Titán de Acero!) de Hironobu Kageyama y la versión HD-2D incluye la letra en japonés e inglés (seleccionada solamente por el idioma de las voces).
- Futuro lejano: A bordo de una nave espacial encaminada al planeta Tierra, un pequeño robot asistente nombrado "Cube" desempeña pacíficamente sus actividades junto a una tripulación humana. A causa de conflictos interpersonales, el escape de una letal bestia y un descontrol de la IA llamada OD-10, Cube se ve obligado a explorar la nave en su totalidad para llegar al fondo del problema. Debido a que el robot fue activado de manera temprana, no tiene todas las funciones, siendo agregados más tarde y solo se puede mejorar mediante mejoras robóticas. Hay una consola ubicada en la sala de recreación que se puede jugar al Capitán Square, pero se puede insertar una Memory Card para guardar el progreso y hackearla para la batalla final si la situación de la nave es crítica. Sin la Memory Card, todo el progreso se pierde. Si se hackea, no se podrá jugar después de esa batalla.
- Edad Media: (req. otros 7 capítulos) En Lucrecia, Oesterd desafió a su amigo Streibough en su batalla por obtener la mano de la princesa Alethea de Lucrecia. Sin embargo, Alethea fue capturada por uno de los demonios invocados por el señor oscuro. Al principio, hubo cuatro integrantes para entrar a las tierras prohibidas de Arconte. Sin embargo, el señor oscuro resultó ser falso, y la cueva de Arconte fue gravemente dañada, resultando en la muerte de un espadachín y de manera falsa de Streibough. Ya de vuelta al castillo, Oesterd atacó al señor oscuro, pero era una ilusión: resultó ser el rey. Los guardias intentan atacar a Oesterd, pero sin éxito. Oesterd volvió dos veces a la cueva de Arconte, pero, al llegar a la cima, Streibough intenta atacar a Oesterd, pero sin éxito. Cuando Oesterd intenta rescatar a Alethea, ella se suicida tras ver morir a Streibough. Desesperado, Oesterd se convierte en un nuevo señor oscuro, Odio.
- La dominación del odio: (Req. Edad Media) Unifica todas las historias anteriores. Es posible elegir a Oesterd ya convertido en Odio y continuar con la historia oscura, o seleccionar uno de los héroes de sus épocas respectivas y enfrentar al verdadero señor oscuro. Lucrecia fue modificado haciendo que sus edificios (exc. el castillo) sean laberintos, y se agregaron más localizaciones en sectores que nunca han visto antes. Todos los personajes ya pueden subir de nivel (exc. los robots, que requieren mejoras robóticas) y ubicar al resto de los personajes de sus respectivas épocas (exc. Oesterd, debido a su conversión al señor oscuro). El conteo de muertes para Oboromaru no valen en esta época. El final del juego lo determina el usuario y el personaje inicial y son cinco finales posibles.